# 100732 Blankavalois
100732 Blankavalois è un asteroide della fascia principale. Scoperto nel 1998, presenta un'orbita caratterizzata da un semiasse maggiore pari a 2,6441810 UA e da un'eccentricità di 0,1148975, inclinata di 14,05660° rispetto all'eclittica.
L'asteroide è dedicato a Bianca di Valois (Blanka de Valois in ceco), regina di Germania.